# Goran Đorović
Goran Đorović (Горан Ђоровић; Pristina, 11 novembre 1971) è un allenatore di calcio ed ex calciatore serbo.

## Caratteristiche tecniche
È stato un difensore centrale.

## Carriera

### Club
Debutta da professionista nel 1989 con il KF Prishtina, dove gioca per quattro stagioni contribuendo anche alla promozione nel campionato 1992-1993.
Ingaggiato dalla Stella Rossa di Belgrado, qui gioca 101 partite festeggiando la vittoria di un campionato serbo-montenegrino e di tre Coppe di Serbia e Montenegro.
Nell'estate del 1997 si trasferisce in Spagna, al Celta Vigo, dove gioca altre 100 partite, raggiungendo la finale della Coppa del Re 2000-2001 persa contro il Real Saragozza. Si trasferisce quindi al Deportivo La Coruña, ma i continui infortuni ne limitano il rendimento; festeggia la vittoria della Coppa del Re 2001-2002 e della Supercoppa di Spagna 2002.
Chiude la carriera in Segunda División, nelle file dell'Elche.

### Nazionale
Con la Nazionale jugoslava ha partecipato ai Mondiali del 1998 e agli Europei del 2000.

## Palmarès

### Giocatore

#### Competizioni nazionali
- Campionato serbo-montenegrino: 1

Stella Rossa: 1994-1995
- Coppa di Serbia e Montenegro: 3

Stella Rossa: 1994-1995, 1995-1996, 1996-1997
- Coppa di Spagna: 1

Deportivo: 2001-2002
- Supercoppa di Spagna: 1

Deportivo: 2002

#### Competizioni internazionali
- Coppa Intertoto UEFA: 1

Celta Vigo: 2000